# Wulfila tinctus
Wulfila tinctus là một loài nhện trong họ Anyphaenidae.
Loài này thuộc chi Wulfila. Wulfila tinctus được Pelegrin Franganillo-Balboa miêu tả năm 1930.